# Longicaudus netuba
Longicaudus netuba är en insektsart. Longicaudus netuba ingår i släktet Longicaudus och familjen långrörsbladlöss. Inga underarter finns listade i Catalogue of Life.